# Загорська ГАЕС
Загорська ГАЕС — гідроакумулювальна електростанція у Московській області Росії.
Нижній резервуар станції створили за допомогою земляної греблі із бетонним облицюванням висотою 26 метрів та довжиною 770 метрів. Вона перекрила річку Кунья (ліва притока Дубни, яка, своєю чергою, є правою притокою Волги) та утворила водосховище з об'ємом 33,9 млн м3 та припустимим коливанням рівня між позначками 152 та 162,5 метра НРМ. Для забезпечення повноцінної роботи другої черги ГАЕС цю водойму потрібно буде збільшити. 
Верхній резервуар першої черги створили на висотах лівобережжя Куньї за допомогою земляних дамб висотою до 30 метрів та загальною довжиною 8,9 км, які утримують водойму з площею поверхні 2,6 км2 та об'ємом 30 млн м3. Завдяки припустимому коливанню рівня між позначками 257,5 та 266,5 метра НРМ забезпечується корисний об'єм 22,7 млн м3, що дозволяє запасати воду в еквіваленті 5,2 млн кВт·год. Для другої черги поряд спорудили ще один штучний резервуар з об'ємом 11,9 млн м3, котрий утримують дамби висотою до 40 метрів та загальною довжиною 3,4 км.
Від верхнього резервуара ресурс через шість напірних водоводів довжиною  по 0,7 км та діаметром 7,5 метра подається до розташованого на березі нижньої водойми машинного залу першої черги. В 1987—2000 роках тут ввели шість оборотних турбін типу Френсіс потужністю по 200 МВт у генераторному та 220 МВт у насосному режимах. Вони використовують напір  у 100 метрів та забезпечують підйом на 105 метрів. Середньорічна проєктний виробіток становить 1930 млн кВт·год електроенергії.
Друга черга, машинний зал якої звели на березі нижнього резервуара неподалік від першого, складатиметься з чотирьох турбін потужністю по 210 МВт у генераторному та 250 МВт у насосному режимах. У 2012-му на ній змонтували та випробували два із чотирьох гідроагрегатів, а повне введення черги планувалось на 2014 рік. Втім, 17 вересня 2013-го внаслідок розмиву ґрунту сталась аварія, котра супроводжувалась просіданням однієї сторони залу на 1,2 метра з підйомом іншої сторони будівлі на 0,2 метра. Як наслідок, будівництво черги законсервували. Наразі планується провести вирівнювання будівля шляхом нагнітання під неї бетонного розчину, при цьому термін введення в експлуатацію відтермінували до 2024 року.
Зв'язок станції з енергосистемою відбувається по ЛЕП, розрахованій на роботу під напругою 500 кВ.